# 马来西亚联邦宪法
《马来西亚联邦宪法》包含了183條条文，是马来西亚的宪法和最高法律。这部宪法的最初原型是来自《1948年马来亚联合邦条约》和1957年《马来亚联合邦宪法》。
这部宪法确立马来西亚为一个联邦制、议会民主制、选举君主制（最高元首和副最高元首）和君主立宪制国家，其中最高元首为国家元首，而首相则为联邦政府首脑。此外，宪法也明确的将联邦政府权力分成三个部分，即立法、行政和司法，三权之间相互制衡。

## 内容
本宪法自1957年8月31日实施以来，截至2022年共经历了61次修正，现行的宪法包含了《2022年宪法修正案（三）》（A1663法令），于2022年9月6日生效。宪法由15篇组成，其中包含230和条文和13个附表。馬來西亞憲法以英語編寫，並以英語版本為權威版本。

### 篇
| - 第一篇：州属、宗教和法律 - 第二篇：基本自由 - 第三篇：公民权 - 第四篇：联邦政府 - 第五篇：州政府 - 第六篇：联邦政府邦与各州政府之间的关系 - 第七篇：财政规定 - 第八篇：选举 | - 第九篇：司法机构 - 第十篇：公共服务事务 - 第十一篇：应对颠覆、有组织暴力、危害公众的行为与罪行的特别权力及紧急权力 - 第十二篇：一般和杂项 - 第十二A篇：沙巴和砂拉越的附加保护 - 第十三篇：临时和过渡性条文 - 第十四篇：统治者的附加权利 - 第十五篇：对最高元首和统治者的法律诉讼 |

### 附表
- 附表一：宣誓注册或入籍成为公民之誓言
- 附表二：在马来西亚日之前或之后出生并通过自动生效方式取得公民权之人士的公民权相关补充规定
- 附表三：选举最高元首和副最高元首的方式
- 附表四：最高元首和副最高元首的登基和就职宣誓词
- 附表五：统治者会议
- 附表六：宣誓及誓词形式
- 附表七：选举上议员的方式
- 附表八：需纳入各州宪法的条文
- 附表九：立法清单
- 附表十：分配给各州属的拨款和收入来源
- 附表十一：《1948年解释和通则条例》的相关规定
- 附表十二：（废除）
- 附表十三：有关选区划界的规定

## 基本自由
联邦宪法第5至13条规定了马来西亚的基本自由，其中包含人身自由、禁止奴役与强迫劳动、免于刑法追溯与重复审讯、权利平等、流放之禁止及活动自由、言论自由、集会与结社自由、宗教信仰自由、受教育权和财产权。其中言论自由以及集会和结社自由受到法律（如《1948年煽动法令》）的限制和约束。

### 第五条：生命和自由权
联邦宪法第五条明定了一些基本人权：
1. 除依法规定外，任何人不得被剥夺生命或人身自由。
2. 被非法拘留的人可以由高等法院释放。
3. 一个人有权被告知逮捕原因，并有权由其选择的律师代表其辩护。
4. 未经裁判法官许可，不得将某人逮捕超过24小时。

### 第六条：禁止奴役与强迫劳动
联邦宪法第六条规定无人可被奴役，任何形式的强迫劳动皆被禁止，但国会可以通过法律来制定与国家相关的规定义务（如兵役）。

### 第七条：免于刑法追溯与重复审讯
在刑法和刑事控告程序领域，联邦宪法第七条提供以下保护：
1. 任何人的行为或不作为，如因实施或作出而不受法律惩罚，均不得受到惩罚。
2. 任何人所受的惩罚不应超过法律所规定的。
3. 被宣告无罪或定罪的人，除非法院下令重审，否则不得因同一罪名再次受审。

### 第八条：权利平等
联邦宪法第八条第一款规定，所有人在法律面前一律平等，并有权得到法律的平等保护。第二款则规定：「除了本宪法所明确允许之外，不得以宗教、种族、血统、出生地或性别等理由，而在任何法律上，或在政府当局的任职与工作上，或在有关财产之获得、拥有与剥夺相关的法律行政上、或在有关交易、商业、专业、事业与职业的建立与运作上，对公民加以歧视。」
第二款所提及「明确允许」是指根据联邦宪法第153条，保护马来西亚半岛的马来人以及沙巴州和砂拉越州土著的特殊地位之条款。

### 第九条：流放之禁止及活动自由
联邦宪法第九条保护马来西亚公民免遭被驱逐出国，并保障每个公民在马来西亚内自由迁徙的权利，但同时允许国会对马来西亚半岛居民迁徙到沙巴州和砂拉越州施加限制。

### 第十条：言论、集会与结社自由
联邦宪法第十条第一款赋予每个马来西亚公民言论自由、和平集会和结社的权利，但这种自由和权利并非绝对。其中联邦宪法第十条第二款明确允许国会可就有关联邦或其区域之安全、国际友好、公共安宁或道德原则利害下，在认为有必要或有利时，对言论、集会与结社自由加以任何限制，或为维护国会或任何州立法议会议员之特权、或为对付有关蔑视法庭、诽谤、煽动等罪行，而加以限制。
第四款允许国会在就有关联邦或其区域安全或公共安宁利害下而依据第二款甲项加以限制时，通过法律禁止任何人（包括国会议员）就第三章、第一百五十二条、第一百五十三条或第一百八十一条等所规定与保护的任何事项、权力、地位、立场、特别待遇、统治权或特权等提出质问，但不包括有关法律所列出的执行方式。

#### 集会自由权的相关限制

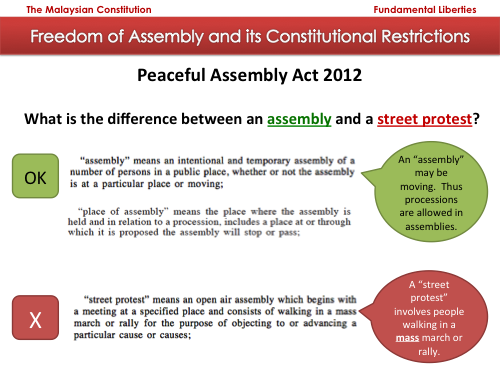
《2012年和平集会法令》中「集会」与「街头抗议」的相关定义。

根据《1958年公共秩序（保护）法令》，内政部长可以临时宣布任何被严重扰乱或严重威胁公共秩序的地区为「戒严地区」，最长期限为一个月。根据该法令，警方可以在「戒严地区」封锁道路、设置障碍、实行宵禁以及禁止或管制游行，集会或五人以上的集会。违例者可处以不超过六个月的监禁；但对于更严重的罪行，最高监禁刑罚将更高（如使用进攻性武器或爆炸物的最高刑期为10年），并且可以被处以鞭刑。
《2012年和平集会法》赋予公民组织和参加和平集会的权利，但该自由受到该法令的限制。根据该法令，任何人如要举行集会合游行，需提前10天通知警方。对于某些类型的集会，如婚礼、葬礼游行、节日期间的开放日、家庭聚会、宗教集会和在指定集会地点的集会，则无需通知警方。但是，该法令禁止任何人举行或参与街头抗议活动。《2012年和平集会法》在国会通过前，马来西亚律师公会曾发表文告批评该法案，并指该法案似乎允许警方自行决定、判断和定义什么是「街头抗议」和「集会」。

#### 言论自由权的相关限制
《1984年印刷及出版法令》赋予内政部长自由裁量权，以授予、暂停和吊销报纸出版许可。直到2012年7月，内政部长可在此类事项上行使「绝对酌处权」，但这项权利已被《2012年印刷机和出版物（修正案）法令》明确撤销。
《1948年煽动法令》将从事「煽动性倾向」的行为定为犯罪，包括但不限于口语和出版物。该法令第三节中明文定义「煽动性倾向」，类似于英国的普通法对煽动叛乱的定义，并根据马来西亚当地情况进行了修改。违例者一经定罪，最高可被罚款5000令吉、监禁三年或两者兼施。该法令长期以来在各界备受争议，其中时任联邦法院大法官阿兹兰·沙曾说过：「言论自由权因煽动法令而终结。」

### 第十一条：宗教信仰自由
联邦宪法第十一条明定人人皆有权信奉与实践其宗教信仰和传播其宗教的权利，但是州法律以及联邦直辖区之联邦法律可以控制或限制任何在信奉伊斯兰教人士之间传播的宗教学说或信仰；非穆斯林则可以自由进行传教工作。

### 第十二条：教育权利
联邦宪法第十二条第一款明定公共教育机构的行政，尤其是有关学生的入学与学费事宜；或在政府对任何教育机构（无论公立或私立、国内或国外）或学生的教育拨款上，不得因宗教、种族、血统或出生地等理由而对任何公民作出歧视。但是政府仍需根据联邦宪法第153条实施扶持行动计划，为马来人以及沙巴州和砂拉越州土著预留高等教育机构的学额。
此外，第十二条第二款明定每个宗教团体皆有权为了自己孩子的宗教教育而建立与维护各自的教育机构，并不得因宗教上的理由而在任何相关的法律上或执法上存有歧视；但联邦与州政府可合法成立伊斯兰教机构、举办的或协助举办伊斯兰教育，以及为其拨款。第三款也同时明定无人需接受除自己宗教之外的其它宗教教育及参与它们的宗教仪式或礼拜。

### 第十三条：财产享有权
联邦宪法第十三条规定除了依循法律之外，无任何人的财产可被剥削。此外，在没有适当的赔偿下，无任何法律能强行接收或使用他人的财产。

## 联邦政府

### 第三十二条：国家元首

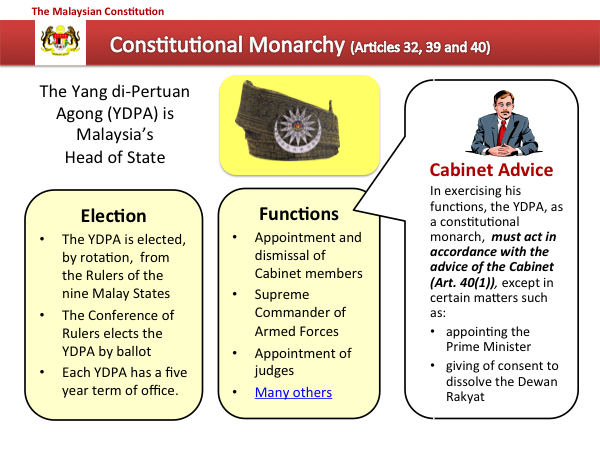
马来西亚最高元首是选举君主立宪制国家元首。

联邦宪法第三十二条明定最高元首为国家元首，其地位在联邦所有人之上以及不可在任何法院面对任何诉讼除了特别法院。最高元首由统治者会议选举产生，任期五年，但可随时向统治者会议提出书面辞职，或由统治者会议罢免，同时最高元首如不再是统治者应立刻退位。

### 第三十九至四十条：行政机构
联邦宪法第三十九明定，联邦政府的行政权应属于最高元首，并由首相以及内阁或内阁所授权的任何部长代为执行；但国会亦可制定法律，将行政职能授于其他人员。
联邦宪法第四十条第二款则赋予最高元首就以下事项，在无需首相以及内阁的建议下行使自己的职权：
- 自行判断哪位国会下议员获得国会下议院多数下议员的支持，并委任该下议员成为首相。[13]
- 拒绝同意解散国会的请求
- 召开统治者会议

### 第四十三条：内阁
联邦宪法第四十三条第一款规定最高元首应成立内阁，并听取内阁建议行使其职能。第二款和第三款则规定最高元首需依首相建议任命国会两院的议员出任其他内阁部长职务，内阁需对国会负责。

#### 首相失去国会下议院多数信任
联邦宪法第四十三条第四款规定首相如果失去了国会下议院多数下议员的信任，其就应卸下首相职务并与内阁成员集体向最高元首辞职，除非最高元首同意首相的要求，解散国会举行全国选举。
依据联邦宪法第七十一条和附表八，所有州宪法都必须对各自的州政府首脑和州行政会议成员有与上述类似的规定。

### 第四十四至六十五条：立法机构

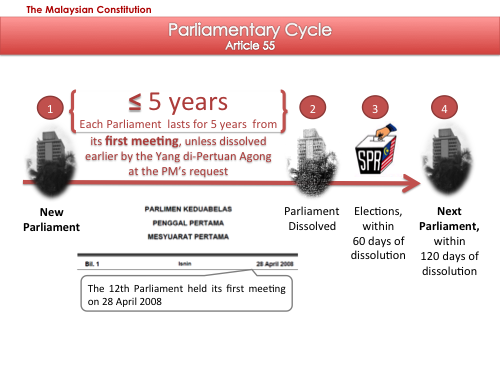
马来西亚国会周期与选举。

联邦的立法权归国会所有，国会的体制是沿循英国国会的西敏议会制分为上议院和下议院两院，上下两院再加上最高元首即构成马来西亚的立法体制。
上议院有70名上议员；其中26位由各州议会选出（每州两名），四位由最高元首委任以代表三个联邦直辖区（吉隆坡联邦直辖区两名，布城联邦直辖区一名与纳闽联邦直辖区一名）。剩余的40位由最高元首在首相和内阁推荐下委任。所有上议员需为30岁或以上，任期为三年，最多两届。国会的解散并不会影响上议院。
下议院共有222名议员，每名国会议员代表一个选区，选举中在各自选区以多数制选出。全国大选需在每五年举行一次，或在最高元首解散国会后。候选人的法定年龄为二十一岁。当一名议员过世、辞职或不足以完成任期，该选区将举行补选，除非当届国会离届满日期只剩不足两年时间，则该席位将被悬空。
国会议员有权对任何课题发表言论，无须对外界声讨负责，免于司法检控；只有国会特权委员会可以对议员实行制裁。国会特权在议员宣誓之后生效，并只对在国会的言论有效，不包括在议会外的言论。国会可以自行通过法律，禁止议员对宪法第三章（公民权）、第152条（国语及其它语言地位）、第153条（土著特别配额）及第181条（统治者主权地位）等条文的有效性作出公开质疑，但可以探讨其执行方式。议员不能扬言推翻最高元首或各州的君主，但对元首的议论则是豁免于司法检控的。

#### 立法过程

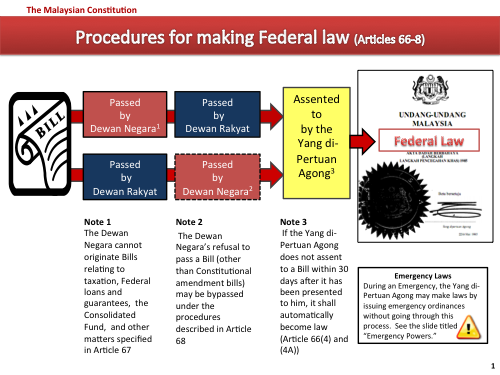
马来西亚国会的立法程序。

国会拥有就属于联邦政府权利和共同权利范围内的事项制定与其相关的法律（如：公民权、国防、财政、外交等）。
上议院和下议院都可发起立法，但上议院无权对财务相关的事项进行立法。法案若在下议院三读通过后将会提交至上议院进行辩论和审阅，上议院则会在三读通过后将该法案送交给最高元首寻求其御准。法案一旦被最高元首御准后将会在宪报上刊登并成为法律；如果法案在送交给最高元首后的30天内未获得最高元首御准，则可无视最高元首的否决权自动成为法律。此外，下议院的财务相关法案（如税收法案）不需要上议院通过法案。对于下议院通过的所有非宪法修正案的法案，下议院有权否决上议院对法案的任何修正案，并否决上议院对此类法案的任何否决权。
当一个法案被上议院否决并退回给下议院后，下议院将会修订该法案并在三读通过后再次送交上议院。倘若上议院依旧否决该法案，下议院可无视上议院的否决权直接送交最高元首寻求其御准。

### 第一百二十一条：司法制度
马来西亚的司法权归属联邦法院、上诉法院、马来亚高等法院与沙巴及砂拉越高等法院。
这两个高等法院对民事和刑事法具有司法管辖权，但对伊斯兰法院管辖范围内的任何事项均无管辖权。联邦宪法第一百二十一条第一款规定了仅各州的伊斯兰法院对各州的州级伊斯兰法具有司法管辖权。
上诉法院拥有对两个高等法院所作出的裁决和法律规定的其他事项之上诉管辖权。1985年，马来西亚的终审权从英国枢密院转移至马来西亚联邦法院，联邦法院因而取代英国枢密院成为马来西亚最高终审法院。联邦法院拥有解释联邦宪法和各州宪法、宣告任何联邦法律和州级法律违宪并将其撤销、调解联邦政府与州政府之间的法律纠纷，以及对上诉法院和高等法院所作出的裁决和法律规定的其他事项之上诉管辖权。此外，最高元首也会在宪法事务上咨询联邦法院。

## 紧急权力

### 第一百五十条：紧急状态
联邦宪法第一百五十条第一款明定，若最高元首认为联邦或联邦内任何一部分的安全，经济生活，或公共秩序因受到威胁而导致了严重紧急事态的存在，他可因此颁布紧急状态。同时在第二款下，若最高元首认为紧急事态有即将发生的危险，他也可在该项紧急事态发生前颁布紧急状态，就算该紧急事态仍未发生。在第二A款下，最高元首也可在不同的原因或情况下，颁布不同的紧急状态，就算其他先前已经颁布的紧急状态仍在生效。
本条文第二B款则规定，除非国会上下两院正同时处于会议期间，若最高元首认为有采取立即措施的必要，最高元首可制定和发布紧急条例。第二C款则明定在第二B款下发布的紧急条例和国会法令具有相同的法律权力，直至其在第三款下被国会废除，或在第七款下自动失效。
第三款则规定，任何已颁布的紧急状态或发布的紧急条例，应当提呈致国会上下两院。除非该紧急状态或条例已被国家元首本身废除，则该在国会上下两院一致通过议决决定废除的情况下被撤消。但最高元首仍有发布新的紧急状态或条例的权力。
第四款明定，当紧急状态正在生效时，联邦政府的行政权力可无视任何宪法条文，延申至州政府有权立法的事项，也可向任何州政府或其属下官员或机构发布指令。
第五款明定，当紧急状态正在生效时，若国会认为因紧急情况而有马上制定某项紧急法令的必要，国会可无视任何宪法条文（但受第六A款制约），对任何事项制定法律。且国会也不需先前向任何一方咨询或获得其同意，也无需先向最高元首提交某项草案来获得其御准，就算其他宪法条文或法律明文规定国会必需先咨询或获得特定一方的同意方可对某项事务制定法令。
第六款明定，由最高元首发布的紧急条例，或由国会制定的紧急法令，可违反联邦宪法内的任何条文，并依然维持有效，但受本款第六A款的制约。
第六A款明定，国会在第五款下的紧急权力不可延申至任何关于伊斯兰法律，马来习俗，或任何沙巴和砂拉越的原住民习俗或原住民法律的事项。同时任何紧急条例或紧急法令也不可违反联邦宪法内任何关于宗教，公民权和语言的条文。
第七款规定，当紧急状态失效后，由最高元首发布的紧急条例应当在该紧急状态失效的六个月后，自动失效。
第八款明定，最高元首颁布紧急状态或发布紧急条例的权力和决定，应为最终决定，且不可在任何理由下受到任何法庭的挑战或质疑。任何法庭也无权受理任何对紧急状态或紧急条例的司法审核，或裁决紧急状态或紧急条例的有效性或持续性。
第九款则说明，只有当国会上下两院的议员同时分别在两院聚集在一起并且执行议院事务时，方可在第二B款下被视为“处于会议期间”。

## 州政府

### 第七十一条：州主权和州宪法
联邦政府必须保证马来统治者在各自州属的主权。每个州都应有各自适用于各自州属的州宪法，所有州宪法中必须有一些统一的基本规定条文，其中包括：
- 由各州统治者或州元首和透过民主选举产生的州议员组成的州立法议会，任期最长为五年。
- 各州统治者或州元首需委任一位获得州立法议会过半议员信任的州议员担任州政府首脑（州务大臣或首席部长）领导州行政会议。各州统治者或州元首需在州政府首脑的建议下委任州行政会议的其他成员。
- 在君主立宪制精神下，各州统治者或州元首需在州政府首脑的建议下行使其职权。
- 州议会解散后需举行州级选举。
- 修改州宪法时需获得州立法议会三分二的绝对多数州议员支持。

任何州属的州宪法如没有纳入联邦宪法第八附表中的条文，或具有与宪法相抵触的规定，则联邦国会有权绕过州级议会，直接对其进行修订。

### 第七十三到七十九条：州级立法权

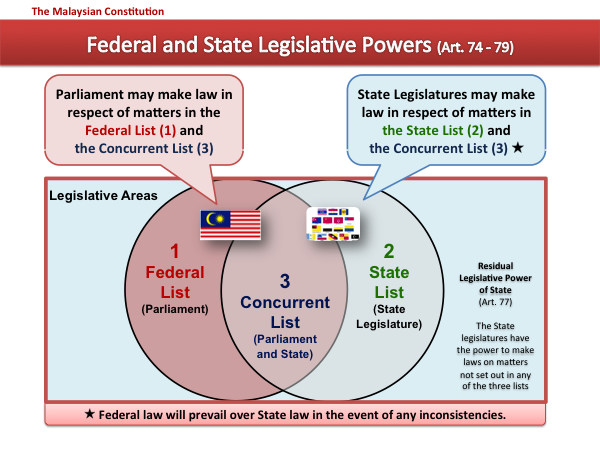
联邦政府和州政府的立法权利范围。

联邦国会拥有就属于联邦政府权利范围内的事项制定与其相关的法律（如：公民权、国防、财政、外交等），而每个州都可通过其立法议会对属于州政府权利范围的相关事项制定与其相关的法律（如：伊斯兰法律、土地、州法定假期等）。联邦国会和州立法议会拥有对共同权利范围下的相关事项制定法律的权力。但是在发生联邦法与州法冲突的情况下，联邦法律优先于州法律。
各州立法议会具有就未在联邦宪法附表九列出的任何事项制定法律的权力。在某些有限的情况下（如为了执行订立的国际条约或制定统一的州法律），联邦国会可就属于州政府权利范围的相关事项制定适用于该州的州级法律。但是，此类法律在生效前必须先得到州立法议会的通过。无论如何，联邦国会不可就与土地和地方政府相关事项为任何州制定适用于该州的州级法律。

#### 州级伊斯兰法律和伊斯兰法庭

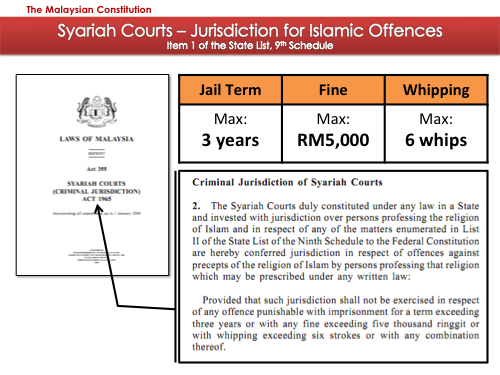
州级伊斯兰法庭可处以的最高刑罚。

各州立法议会有权制定适用于该州穆斯林的州级伊斯兰法律，其中包括：
- 制定伊斯兰法律以及穆斯林的个人与家庭法。
- 制定和惩处违反伊斯兰教义的穆斯林，除了属于联邦政府权利范围的法律（例如：刑法）。
- 建立具有以下管辖权的伊斯兰法院：

1. 仅对穆斯林公民具有管辖权
2. 属于州政府权利范围内的法律事项
3. 仅在联邦法律赋予权力的情况下才能对违反伊斯兰法的穆斯林处以刑罚

根据联邦法律《1963年伊斯兰教法院（刑事管辖权）法令》，伊斯兰法院有权审判违反伊斯兰法的穆斯林公民，但其刑罚仅能：
- 监禁不超过三年
- 罚款不超过5000令吉
- 鞭打不超过六下

任何超过上述最高刑罚界限的伊斯兰法律将自动被视为违宪，且不具任何法律效力。
此外，依据《1963年伊斯兰教法院（刑事管辖权）法令》，伊斯兰法院不可以将任何人处以死刑。仅有以英美法系为法律基础的高等法院、上诉法院和联邦法院有权处以死刑。